# Nördliche Hardt
Nördliche Hardt ist ein Landschaftsschutzgebiet im Stadtkreis Karlsruhe in Baden-Württemberg.  

## Lage und Beschreibung
Das rund 1.187 Hektar große Landschaftsschutzgebiet entstand durch Verordnung des Bürgermeisteramts Karlsruhe vom 3. Oktober 1980. Gleichzeitig traten die Verordnung zum Schutze von Landschaftsteilen im Stadtkreis Karlsruhe vom 8. Januar 1962 sowie die Verordnung zum Schutze von Landschaftsteilen des Landratsamts Karlsruhe vom 15. Oktober 1962 außer Kraft, soweit sie sich auf den Bereich Nördlicher Hardtwald bezogen.
Das Schutzgebiet liegt nördlich des Stadtgebiets von Karlsruhe in dem Dreieck zwischen Eggenstein-Leopoldshafen, Stutensee und der Karlsruher Innenstadt beim Schloss. Es gehört zum Naturraum 223-Hardtebenen innerhalb der naturräumlichen Haupteinheit 22-Nördliches Oberrheintiefland. Das Landschaftsschutzgebiet Nr. 2.15.014 Hardtwald nördlich von Karlsruhe schließen sich nördlich an. Das Gebiet Nördliche Hardt liegt vollständig im FFH-Gebiet Nr. 6916-342 Hardtwald zwischen Graben und Karlsruhe und im EU-Vogelschutzgebiet Nr. 6916-441 Hardtwald nördlich von Karlsruhe.

## Schutzzweck
Wesentlicher Schutzzweck gemäß Schutzgebietsverordnung ist es, das größte zusammenhängende Waldgebiet im Stadtkreis Karlsruhe in seiner Vielfalt, Eigenart und Schönheit als in sich abgeschlossener Lebensraum von Tier- und Pflanzengesellschaften des Buchen-Eichenwalds und seiner Folgetypen auf der Niederterrasse zu erhalten. Gleichzeitig soll damit ein hervorragender Erholungsraum, der in unmittelbarer Stadtnähe die kulturhistorisch bedeutsamen Anlagen des Schlossgartens und des Fasanengartens mit der Bocksblöße einschließt, nachhaltig gesichert werden. Das Schutzgebiet dient zugleich wesentlich der Unterstützung stadtökologischer Funktionen, wie der Klimasteuerung, der Luftregeneration, der Immissionsminderung und ist zugleich Rückzugsraum der aus dem städtischen Bereich weitgehend verdrängten Flora und Fauna.